# Prionurus scalprum
Prionurus scalprum és una espècie de peix pertanyent a la família dels acantúrids.

## Descripció
- Pot arribar a fer 50 cm de llargària màxima.
- 9 espines i 22-24 radis tous a l'aleta dorsal i 3-4 espines i 21-23 radis tous a l'anal.
- Presenta una glàndula verinosa.[3][4][5]

## Hàbitat
És un peix marí, associat als esculls i de clima subtropical (24 °C-28 °C) que viu normalment entre 2 i 20 m de fondària.

## Distribució geogràfica
Es troba al Pacífic nord-occidental: des de la badia de Matsushima (el Japó) fins a Taiwan.

## Observacions
És verinós per als humans.